# 肥後国
肥後国（ひごのくに）は、かつて日本の地方行政区分だった令制国の一つ。西海道に属し、現在の熊本県にあたる。

## 沿革
元来は肥前国と合わせて火国・肥国（ひのくに）であった。「肥後国」として初めて文献に現れるのは持統天皇10年（696年）頃であり、7世紀中に肥国を分割して肥前国と肥後国が成立したと推定される。

### 近世以降の沿革
- 「旧高旧領取調帳」に記載されている明治初年時点での国内の支配は以下の通り（1,908村・851,099石7斗5升）。太字は当該郡内に藩庁が所在。幕府領は長崎奉行が管轄。下記のほか天草郡に寺社領が所在。
  - 飽田郡（177村・72,420石余） - 熊本藩
  - 託麻郡（59村・32,141石余） - 熊本藩
  - 上益城郡（201村・98,284石余） - 熊本藩
  - 下益城郡（191村・95,568石余） - 熊本藩
  - 宇土郡（64村・35,794石余） - 熊本藩
  - 八代郡（96村・62,985石余） - 幕府領、熊本藩
  - 葦北郡（204村・21,023石余） - 熊本藩
  - 玉名郡（257村・125,441石余） - 熊本藩
  - 山本郡（62村・26,654石余） - 熊本藩
  - 菊池郡（81村・29,572石余） - 熊本藩
  - 合志郡（104村・51,839石余） - 熊本藩
  - 山鹿郡（67村・36,150石余） - 熊本藩
  - 阿蘇郡（214村・72,800石余） - 熊本藩
  - 球磨郡（40村・64,760石余） - 人吉藩
  - 天草郡（91村・25,661石余） - 幕府領
- 慶応4年
  - 閏4月25日（1868年6月15日） - 幕府領が富岡県の管轄となる。
  - 6月10日（1868年7月29日） - 富岡県の管轄区域が天草県の管轄となる。
  - 8月29日（1868年10月14日） - 天草県の管轄区域が長崎府の管轄となる。
- 明治2年6月20日（1869年7月28日） - 長崎府の管轄区域が長崎県の管轄となる。
- 明治3年12月24日（1871年2月13日） - 長崎県の管轄区域のうち八代郡の一部（五家荘）が熊本藩領となる。
- 明治4年
  - 7月14日（1871年8月29日） - 廃藩置県により、熊本県（第1次）、人吉県の管轄となる。
  - 11月14日（1871年12月25日） - 第1次府県統合により、下益城郡・宇土郡・球磨郡・葦北郡・八代郡・天草郡が八代県の管轄となる。
- 明治6年（1873年）1月15日 - 全域が白川県の管轄となる。
- 明治8年（1875年）12月10日 - 熊本県（第2次）の管轄となる。

## 領域
明治維新直前の領域は、現在の熊本県全域に宮崎県の一部（下記）を加えた区域に相当する。ただし、宮崎県内の区域は1872年（明治5年）に日向国に移管されている。
- 西都市の一部（上揚・銀鏡・八重・中尾・尾八重・寒川）
- 児湯郡木城町の一部（中之又）
- 児湯郡西米良村の全域

### 肥後国から薩摩国へ移った地域
室町時代の後期まで長島・伊唐島・諸浦島・獅子島（現在の鹿児島県出水郡長島町）は、肥後国天草郡に属していたが、1565年（永禄8年）から1581年（天正9年）にかけて島津氏から幾度かの侵攻を受けて勢力下となり、薩摩国出水郡の所属となった。

## 国内の施設

### 国府
国府所在地を記した文献は次の通り。
- 『和名抄』（平安時代中期成立）では「益城郡」[1]
- 『拾芥抄』（鎌倉時代中期から南北朝時代成立）では「益城郡」「飽田郡」（両方に府と記載）[2]
- 『節用集』（室町時代中期成立）では「飽田郡」[3]

国府は託麻郡、益城郡、飽田郡と変遷したとされる。それぞれ託麻国府は熊本市中央区国府（北緯32度47分14.25秒 東経130度43分22.66秒 / 北緯32.7872917度 東経130.7229611度）、益城国府は未詳（諸説）、熊本市西区二本木の二本木遺跡と推定されている。

### 国分寺・国分尼寺

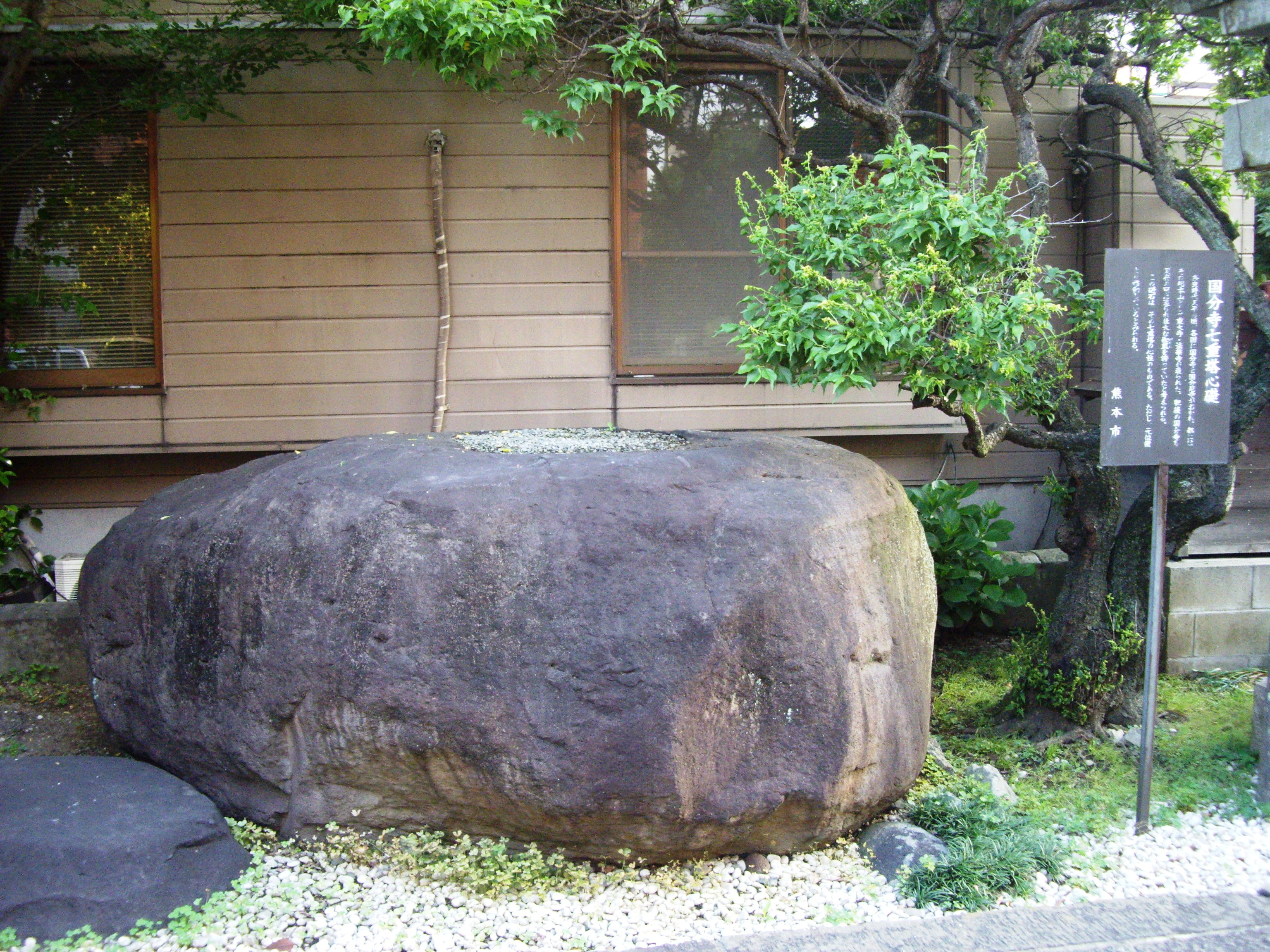
国分寺七重塔心礎

- 肥後国分寺跡 （熊本市中央区出水一丁目・神水本町、北緯32度47分19.32秒 東経130度43分55.30秒 / 北緯32.7887000度 東経130.7320278度）
  - 寺域は2町四方で、託麻国府に近接。法起寺式伽藍配置と推定される。法燈を伝承する医王山国分寺の本堂が講堂西南隅に当たる。講堂の北側には僧坊と小房子、南側には塔・回廊と南大門が検出されており、塔心礎は原位置から東方30m程の熊野神社境内に現存する。塔の東側にあったと推定される金堂は未調査。出土した瓦は北東約8kmの楳谷寺瓦窯跡（同市東区小山町）で焼かれたもので、その様式から平安時代末期まで存続していたことが分かる。文字瓦や墨書土器も出土した。

- 肥後国分尼寺跡（熊本市中央区水前寺公園、北緯32度47分20.4秒 東経130度44分11.6秒 / 北緯32.789000度 東経130.736556度）
  - 水前寺公園南東にある陣山廃寺が国分尼寺跡と推定されている。南北170m、東西115mの規模で、講堂･金堂･中門･回廊・南門などの遺構が確認されている。瓦は国分寺と同笵である。廃絶は国分寺より早く、10世紀頃に焼亡したらしい。

### 神社
延喜式内社
『延喜式神名帳』には、次に示す大社1座1社・小社3座3社の計4座4社が記載されている（肥後国の式内社一覧参照）。大社1社は次に示すもので、名神大社である。
- 阿蘇郡 健磐竜命神社
  - 比定社：阿蘇神社（阿蘇市一の宮町宮地）

総社・一宮以下
『中世諸国一宮制の基礎的研究』に基づく総社・一宮以下の一覧。
- 総社：総社神社 （北緯32度47分35.33秒 東経130度41分31.02秒 / 北緯32.7931472度 東経130.6919500度） - 北岡神社（熊本市西区春日）境内社。
- 一宮：阿蘇神社 （阿蘇市一の宮町宮地、北緯32度56分52.75秒 東経131度6分57.18秒 / 北緯32.9479861度 東経131.1158833度）
- 二宮：甲佐神社 （上益城郡甲佐町上揚、北緯32度38分36.13秒 東経130度50分3.64秒 / 北緯32.6433694度 東経130.8343444度） - 保延3年（1137年）までには阿蘇神社の末社化[6]。
- 三宮：藤崎八旛宮 （熊本市中央区井川淵町、北緯32度48分31.27秒 東経130度43分5.20秒 / 北緯32.8086861度 東経130.7181111度） - 嘉禎4年（1238年）の文書に「当州第三之宗廟」[6]。

以上のほか、郡浦神社（宇城市三角町郡浦）が三宮を称する。

### 安国寺利生塔
- 安国寺 - 熊本県熊本市西区横手。
- 安國寺 - 熊本県宇土市花園町佐野。
- 安国寺 - 熊本県菊池市豊水。
- 利生塔 - 如来寺（熊本県宇土市岩古曽町）内に設置。

## 地域

### 郡
- 玉名郡
- 山鹿郡
- 菊池郡
- 阿蘇郡
- 合志郡
- 山本郡
- 飽田郡
- 託麻郡
- 下益城郡…江戸時代に益城郡を分割
- 上益城郡…江戸時代に益城郡を分割
- 宇土郡
- 八代郡
- 天草郡
- 葦北郡
- 球麻郡

### 江戸時代の藩
- 熊本藩（肥後藩）、加藤家（52万石）→細川家（54万石）
- 高瀬藩（熊本藩支藩、3.5万石）
- 宇土藩（熊本藩支藩、3万石）
- 人吉藩、相良家（2.2万石）
- 富岡藩（天草藩）、山崎家（4.2万石）→天領（4.2万石→2.1万石）→戸田家（2.1万石）→天領

## 人物

### 国司
※日付＝旧暦

#### 肥後守
- 道君首名（712年（和銅5年） - 718年（養老2年））
- 高倉殿継（806年（大同元年）1月28日 - ）従五位上
- 大枝永山（812年（弘仁3年）1月12日 -9月27日 ）従五位上
- 紀咋麻呂（812年（弘仁3年）9月27日 - 813年（弘仁4年）2月21日）従五位上
- 大枝永山（813年（弘仁4年）2月21日 - ）従五位上
- 藤原村田（827年（天長4年）3月9日 - ）従五位上
- 粟田飽田麻呂（834年（承和元年）頃）従五位下
- 藤原高総（836年（承和3年）以前）
- 大和吉直（846年（承和13年）1月13日 - 847年（承和14年）2月11日）従五位下
- 藤原正世（849年（嘉祥2年）1月13日 - 2月27日）従五位下
- 有雄王（849年（嘉祥2年）2月27日 - ）従四位下
- 清原有雄（854年（斉衡元年）11月27日 - ）従四位上　※850年（嘉祥3年）に有雄王が清原真人姓を賜わり臣籍降下
- 高階峯緒（855年（斉衡2年）1月15日 - 855年（斉衡2年）8月23日）正五位下
- 藤原冬緒（855年（斉衡2年）8月23日 - 859年（貞観元年）12月21日）従五位上
- （権守）紀有常（858年（天安2年）2月5日 - ）従五位上
- 小野貞樹（860年（貞観2年）1月16日 - ）従五位上
- 藤原真数（860年（貞観2年）11月27日 - 864年（貞観6年））従五位上
- 紀夏井（865年（貞観7年）1月27日 - 866年（貞観8年）9月22日）従五位上
- 在原安貞（866年（貞観8年）11月29日 - ）従五位上
- （権守）藤原山蔭（879年（元慶3年）8月17日 - 880年（元慶4年）1月）従四位上
- 藤原房雄（880年（元慶4年）5月13日 - ）従五位上
- 源直（881年（元慶5年）2月15日 - 882年（元慶6年）2月15日）正四位下
- 藤原時長（885年（仁和元年）1月16日 - ）従五位上
- （権守）藤原有実（885年（仁和元年）2月20日 - 886年（仁和2年）1月16日）正四位下
- （権守）藤原門宗（886年（仁和2年）1月16日 - ）従四位上
- 藤原是行（886年（仁和2年）6月19日 - ）従五位上
- （権守）平惟範（893年（寛平5年）3月15日 - ）従四位下
- 多治是則（909年（延喜9年）1月 - ）
- 藤原行直（926年（延長4年）頃）
- 藤原時佐（943年（天慶6年）3月7日 - ）
- （権守）藤原佐忠（946年（天暦元年）頃）
- 清原元輔（986年（寛和2年） - 990年（正暦元年）6月）従五位上
- 源為親（990年（正暦元年）8月30日 - ）
- 藤原保昌（1005年（寛弘2年））
- 大江忠孝（1010年（寛弘7年）頃）
- 藤原致光（1023年（治安3年） - 1027年（万寿4年）頃）正五位下
- 高階成章（1028年（長元元年） - ）
- 藤原定任（長元・長暦頃？）
- 高階章行（1053年（永承3年）頃）
- 藤原義綱（延久頃）
- 源時綱（承暦頃）
- 中原師平（1091年（寛治5年））
- 藤原盛房（1092年（寛治6年） - ）従五位下
- 高階基実（1097年（承徳元年） - ）
- 藤原為宣（1102年（康和4年） - 1106年（嘉承元年））
- 藤原忠兼（永久頃）従五位下
- 高階清泰
- 藤原公章（1127年（大治2年））
- 高階泰重（1128年（大治3年））
- 平清盛（1137年（保延3年） - ）従四位上
- 清原信俊（1142年（康治元年））正五位下
- 源国能（俊国）（1144年（天養元年） - 1154年（久寿元年））
- 平貞能
- 源頼成
- 源頼房
- 南朝国司（肥後守）
  - 菊池武重
  - 菊池武士
  - 菊池武光
  - 菊池武政
  - 菊池武朝（南北朝統一後は肥後守護代）

#### 肥後介
- 豊宗広人（809年（大同4年）1月23日 - 812年（弘仁3年）4月19日）従五位下
- 菅原清人（812年（弘仁3年）4月19日 - ）従五位下
- 橘真直（842年（承和9年）頃）従五位下
- 菅原梶吉（843年（承和9年）8月11日 - ）外従五位下
- 山池作（848年（嘉祥2年）1月13日 - 2月27日）外従五位下
- 高丘貞雄（848年（嘉祥2年）2月27日 - ）外従五位下
- （権介）県犬養氏河（853年（仁寿3年）8月8日 - ）従五位下
- 橘仲宗（854年（斉衡元年）5月11日 - ）従五位下
- 大原真室（855年（斉衡2年）1月15日 - ）従五位下
- 藤原正峯（858年（天安元年）1月16日 - ）従五位下
- （権介）大原真室（859年（貞観元年）1月13日 - ）従五位下
- 橘朝雄（864年（貞観6年）1月16日 - ）従五位下
- 平住世（866年（貞観8年）1月13日 - ）従五位下
- 橘子善（869年（貞観11年）1月13日 - ）従五位下
- 藤原智泉（877年（元慶元年）頃）従五位下
- 大神良臣（886年（仁和2年）1月16日 - 2月21日）外従五位下
- 三善清行（891年（寛平3年）1月30日 - 893年（寛平5年）1月11日）従五位下
- 藤原令門（925年（延長3年）頃）
- （権介）藤原遠美（ - 978年（天元元年）秋）
- （権介）藤原頼兼（978年（天元元年）秋 - ）正六位上
- 源家基

### 守護

#### 鎌倉幕府

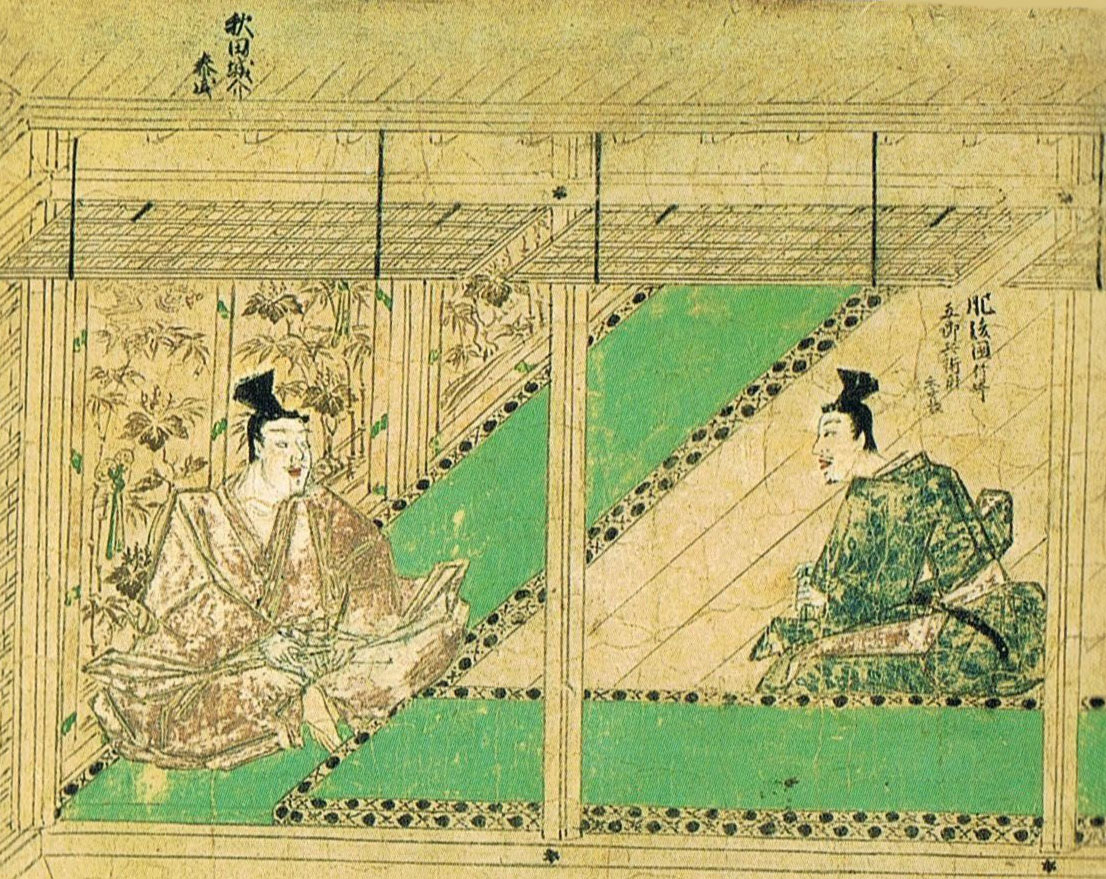
（安達泰盛と竹崎季長『蒙古襲来絵詞』前巻、絵九）

- 1253年（建長5年） - 1272年（文永9年） - 北条時章
- 1272年（文永9年） - 少弐資能
- 1276年（建治2年） - 1285年（弘安8年） - 安達泰盛
- 1285年（弘安8年） - 1292年（正応5年） - 北条氏
- 1310年（延慶3年） - ? - 北条政顕
- 1327年（嘉暦2年） - 1333年（元弘3年、正慶2年） - 北条高政

#### 室町幕府
- 1335年（建武2年） - 大友氏泰
- 1335年（建武2年） - 1348年（南朝：正平3年、北朝：貞和4年） - 少弐頼尚
- 1348年（南朝：正平3年、北朝：貞和4年） - 1353年（南朝：正平8年、北朝：文和2年） - 一色直氏
- 1357年（南朝：正平12年、北朝：延文2年） - 1359年（南朝：正平14年、北朝：延文4年） - 菊池武光
- 1359年（南朝：正平14年、北朝：延文4年） - 1361年（南朝：正平16年、北朝：康安元年） - 大友氏時
- 1361年（南朝：正平16年、北朝：康安元年） - 阿蘇惟澄
- 1362年（南朝：正平17年、北朝：貞治元年） - 阿蘇惟村
- 1373年（南朝：文中2年、北朝：応安6年） - 1379年（南朝：天授5年、北朝：康暦元年） - 今川貞世
- 1379年（南朝：天授5年、北朝：康暦元年） - 阿蘇惟村
- 1380年（南朝：天授6年、北朝：康暦2年） - 1395年（応永2年） - 今川貞世
- 1404年（応永11年） - 阿蘇惟村
- - ? - 1431年（永享3年） - 菊池兼朝
- 1431年（永享3年） - 1446年（文安3年） - 菊池持朝
- 1446年（文安3年） - 1466年（文正元年） - 菊池為邦
- 1466年（文正元年） - 1493年（明応2年） - 菊池重朝
- 1493年（明応2年） - 1504年（永正元年） - 菊池能運
- 1504年（永正元年） - 1505年（永正2年） - 菊池政隆
- 1505年（永正2年） - 1511年（永正7年） - 菊池武経
- 1511年（永正7年） - ? - 菊池武包
- ? - 1515年（永正11年） - 大友義長
- 1515年（永正11年） - 1550年（天文19年） - 大友義鑑
- 1550年（天文19年） - 1576年（天正4年）- 大友義鎮

### 戦国時代

#### 戦国大名
- 菊池氏：肥後国守護。1504年、22代菊池能運が没すると、急速に没落
- 阿蘇氏：阿蘇神社大宮司家で鎌倉以来の名門だが、1585年島津氏に降伏
- 相良氏：最盛期には球磨・八代・葦北を領するが、1581年島津氏に降伏。後に豊臣政権の小大名として復活

#### 豊臣政権の大名
- 佐々成政：肥後一国、1587年 - 1588年（肥後国人一揆の鎮圧に失敗し、改易・死罪）
- 加藤清正：肥後北半国19万5千石（熊本城）、1588年 - 1600年（関ヶ原の戦い後、肥後一国52万石の熊本藩に）
- 小西行長：肥後南半国20万石（宇土城）、1588年 - 1600年（関ヶ原の戦い後、改易・死罪）
- 相良頼房：人吉2万石、1587年 - 1600年（関ヶ原の戦い後も本領安堵、人吉藩に）

### 武家官位としての肥後守

#### 江戸時代以前
- 菊池氏
  - 17代菊池武朝の時に南北朝が統一され国司ではなくなったが（その後菊池氏は守護に転じる）、24代菊池武包まで代々の当主は肥後守を名乗った。
- 笠井満秀（? - 1575年（天正3年）5月21日）長篠設楽原合戦の武田方敗走時に討死
- 朝比奈元智
- 木下家定
- 戸川秀安
- 野村直隆

#### 江戸時代
- 肥後熊本藩主
  - 加藤清正 （慶長10年（1605年）、従五位上・侍従兼肥後守）、熊本藩加藤家初代藩主
  - 加藤忠広、熊本藩加藤家第2代藩主
  - 細川光尚、熊本藩細川家2第代藩主
- 陸奥会津藩松平家
  - 保科正之：初代藩主
  - 松平正容：第3代藩主
  - 松平容貞：第4代藩主
  - 松平容頌：第5代藩主
  - 松平容住：第6代藩主
  - 松平容衆：第7代藩主
  - 松平容敬：第8代藩主
  - 松平容保：第9代藩主
- 播磨山崎藩本多家
  - 本多忠英：初代藩主
  - 本多忠方：第2代藩主
  - 本多忠辰：第3代藩主
  - 本多忠可：第5代藩主
  - 本多忠敬：第7代藩主
  - 本多忠鄰：第8代藩主
- その他
  - 戸川達安：備中庭瀬藩初代藩主
  - 石川康勝：信濃奥仁科藩主
  - 大関増裕：下野黒羽藩第15代藩主
  - 岩瀬忠震

## 肥後国の合戦
- 893年 - : 寛平の韓寇
- 1581年 : 響野原の戦い
- 1584年 : 阿蘇合戦
- 1587年 : 肥後国人一揆
- 1637年 - 1638年 : 島原・天草の乱